# Ulrich Rüdiger (Physiker)

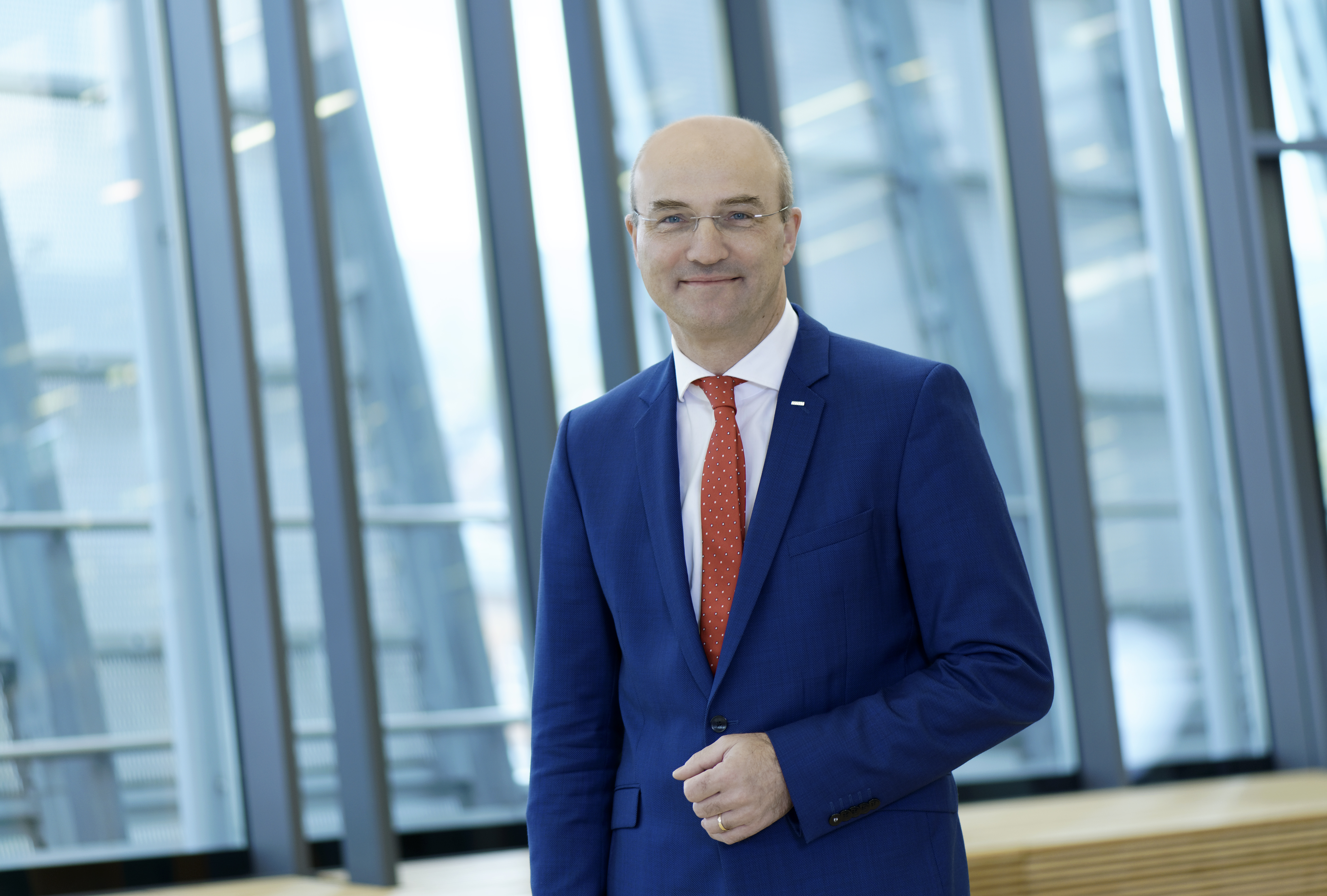
Ulrich Rüdiger (2018)

Ulrich Rüdiger (* 25. September 1966 in Helmstedt) ist ein deutscher Physiker und seit 2018 Rektor der RWTH Aachen.

## Wissenschaftliche Ausbildung
Ulrich Rüdiger studierte Physik an der RWTH Aachen von 1988 bis 1994. 1997 wurde er mit der Arbeit Präparation, Charakterisierung und Kerr-Spektroskopie an MnBi-Dünnfilmen im Hinblick auf ihre Anwendbarkeit als magnetooptisches Speichermedium bei Gernot Güntherodt zum Dr. rer. nat. promoviert. 1997 bis 1998 war er Postdoc an der New York University mit Forschungsaufenthalten am IBM Research Laboratory in San Jose und an der Cornell Nanofabrication Facility der Cornell University. Anschließend wurde er Wissenschaftlicher Assistent am II. Physikalischen Institut der RWTH und ab 2000 Akademischer Rat. 2002 habilitierte er sich mit der Schrift Spin-Dependent Transport Phenomena: Materials, Magnetoresistance, and Applications.

## Beruflicher Werdegang
2002 erhielt er einen Ruf auf eine Professur am Fachbereich Physik der Universität Konstanz mit dem Fachgebiet Grundlagenforschung für Nanotechnologie und Magnetismus. Er war von 2003 bis 2007 Studiendekan des Fachbereichs. Seit 2008 war er Prorektor für Forschung und begleitete die erste Förderphasen der Exzellenzinitiative des Bundes und der Länder.
Am 2. Februar 2009 wurde er durch den Senat der Konstanzer Universität zum Rektor gewählt. Er folgte in diesem Amt Gerhart von Graevenitz nach, der sich nicht mehr zur Wiederwahl stellte und sein Amt zum 1. Oktober 2009 an Rüdiger übergab. In seine Amtszeit als Rektor fällt unter anderem der Erfolg der Universität Konstanz in der zweiten Förderphase der Exzellenzinitiative des Bundes und der Länder. Die Universität Konstanz war im Juni 2012 mit allen vier eingereichten Anträgen, unter anderem dem Verlängerungsantrag ihres Zukunftskonzeptes „Modell Konstanz – towards a culture of creativity“, erfolgreich und wurde somit im Rahmen der zweiten Förderperiode gefördert. Am 6. November 2014 wurde er für eine Amtszeit von acht Jahren (1. Oktober 2015 bis 30. September 2023) als Rektor der Universität Konstanz wiedergewählt. Ihm folgte im Rektorenamt der Konstanzer Universität am 1. August 2018 die Neurowissenschaftlerin Kerstin Krieglstein.
Von August 2014 bis Juli 2018 war er Vizepräsident für Forschung und wissenschaftlichen Nachwuchs der Hochschulrektorenkonferenz (HRK).
Am 1. August 2018 ist er zum Rektor der RWTH Aachen gewählt worden und folgte damit Ernst Schmachtenberg. Während seiner Amtszeit wurde die RWTH im Rahmen der zweiten Förderlinie der Exzellenzstrategie 2019 mit dem Antrag „The Integrated Interdisciplinary University of Science an Technology. Knowledge. Impact. Networks.“ zur Exzellenzuniversität gekürt. Im Oktober 2023 wurde er als Rektor für eine weitere Amtszeit von vier Jahren bestätigt.

## Funktionen und Ämter (Auswahl)
Rüdiger ist seit 2018 stellvertretender Vorsitzender im Aufsichtsrat des Uniklinikums RWTH Aachen und Mitglied des Direktoriums der Gesellschaft für die Verleihung des Internationalen Karlspreises in der Stadt Aachen. Seit 2020 ist er außerdem Beiratsmitglied des Tokyo Institute of Technology. 2024 übernahm er in seinem Amt als Rektor der RWTH turnusgemäß die zweijährige Präsidentschaft der IDEA League.

## Ehrungen und Auszeichnungen
- Ehrendoktorwürde der Russischen Plechanow-Wirtschaftsuniversität Moskau (2012)[4]: am 13. Dezember 2022 zurückgegeben[5]
- Commandeur dans l’Ordre des Palmes Académiques (2012) für den „deutsch-französischen Wissenschaftsaustausch und die konsequente Pflege der deutsch-französischen Beziehungen“[6][7]
- Ehrendoktorwürde der Nationalen Taras-Schewtschenko-Universität Kiew (2016)[8]
- Ehrendoktorwürde der Kyiv National Economic University (2017)[9]

## Privates
Rüdiger ist verheiratet und hat vier Kinder.